# イタリア・ヴィヴァ
イタリア・ヴィヴァ（イタリア語: Italia Viva, IV）は、イタリアの政党である。
2019年、マッテオ・レンツィら民主党の議員を中心に結成。

## 概要

### 沿革
レンツィは、カトリック教徒で中道主義者であり、長年イタリア政界に君臨したキリスト教民主主義（DC）の後継政党の一つであるイタリア人民党（PPI）で政治活動をスタートした。フィレンツェ州知事からフィレンツェ市長と政治的キャリアを歩むとともに、所属する人民党はマルゲリータ（DL）、民主党（PD）と二大政党の一角へと合流・結成を進めた。
2008年に民主党は下野し、翌年書記長に就任したピエル・ルイジ・ベルサーニの左派的運営に批判的であり、党の改革や現実主義を求める勢力のリーダーと目されるようになった。
レンツィは2013年に党書記長、翌2014年に首相に就任し同年の欧州議会選挙で大勝したものの、2016年の憲法改正を目的とした住民投票が否決され、首相を辞任した。その後民主党は2018年の総選挙でも敗北し、党書記長も辞任、後継書記長に左派のニコラ・ジンガレッティが当選した。

### 新党結成
2019年8月、民主党は左派ポピュリズム政党の五つ星運動（MSS）と連立政権を樹立し、与党に参画。翌9月、レンツィはジンガレッティの党運営に反発する中道・リベラル系の上下議員45名で新党を結成した。